# Pseudomicrocara inusitata
Pseudomicrocara inusitata es una especie de coleóptero de la familia Scirtidae.

## Distribución geográfica
Habita en Queensland (Australia).